# Exército do Ar e do Espaço (Espanha)

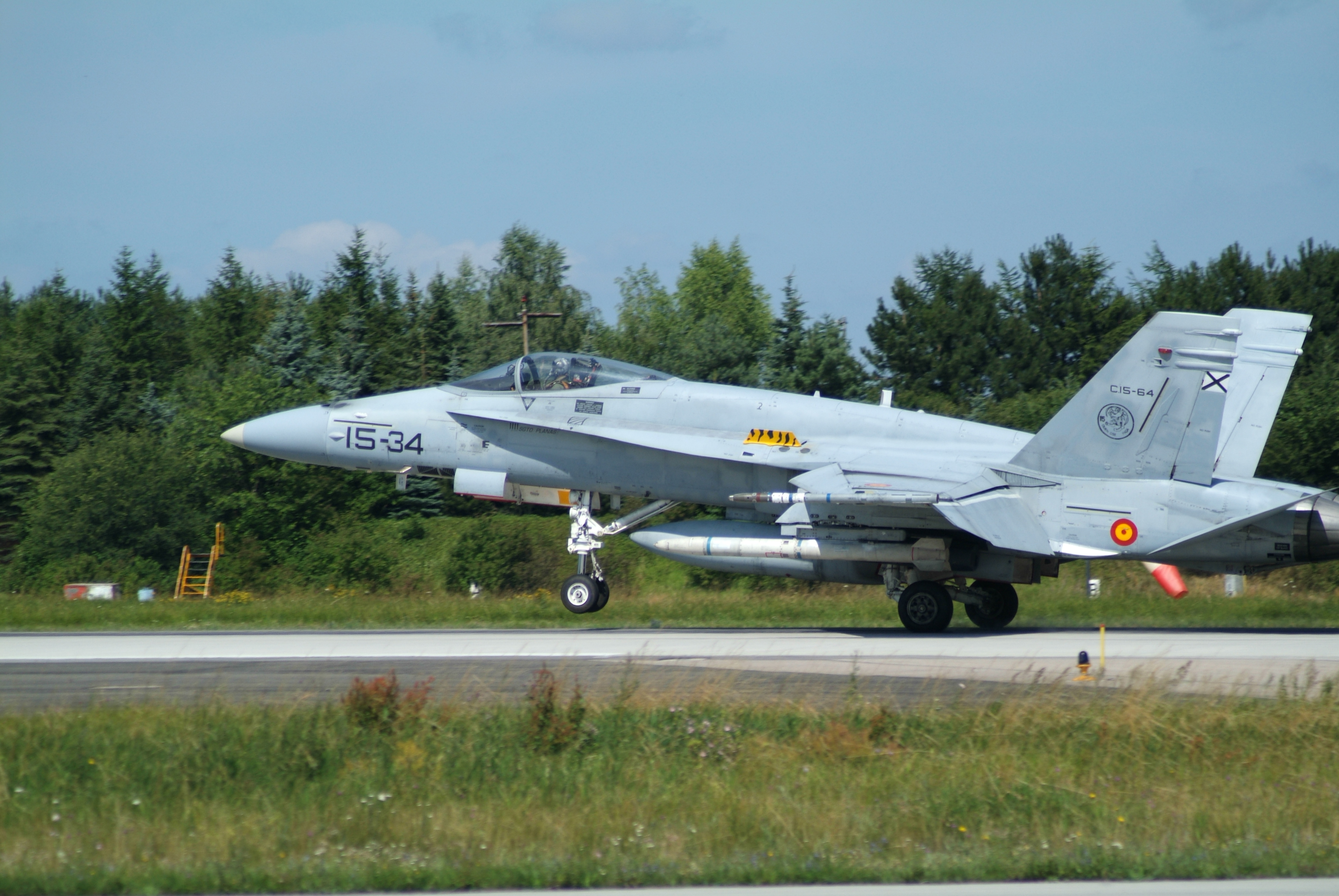
Um F/A-18 Hornet da Força Aérea da Espanha.

A Força Aérea e Espacial Espanhola (em espanhol: Ejército del Aire y del Espacio, literalmente Exército do Ar e do Espaço) é uma das três armas que constam as Forças Armadas Espanholas e tem assinalado por meio do artigo oitavo da Constituição Espanhola a missão de garantir a soberania e independência de Espanha, defender sua integridade territorial e o ordenamento constitucional, com cuidado especial em seu espaço aéreo e manutenção da segurança internacional, operações de paz e ajuda humanitária.

## História

### Tempos atuais

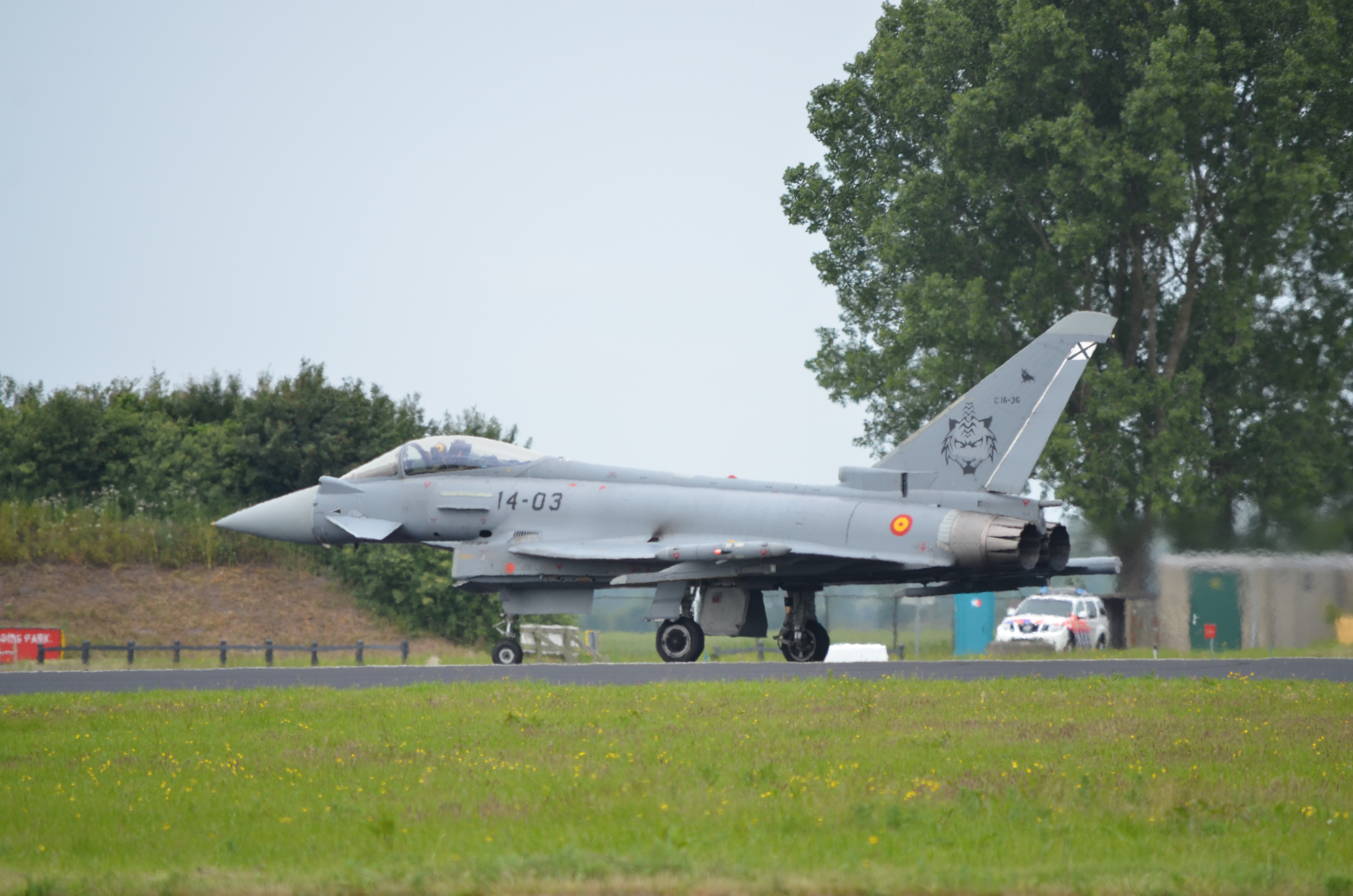
Um Eurofighter Typhoon 3 da Força Aérea da Espanha.

Após a morte do ditador Franco em 1975 e os anos de transição para a democracia que se seguiram à Espanha, a organização e o equipamento da Força Aérea Espanhola foram novamente modernizados para preparar a adesão da Espanha à OTAN em 1982. Aviões como o Mirage III e o Mirage F1 foram comprados da França e tornaram-se a espinha dorsal da Força Aérea durante os anos 1970 e parte dos anos 1980. Os caças franceses formaram o esteio da Força Aérea até a chegada do F/A-18 americano. Os F/A-18 espanhóis participaram da Guerra da Bósnia e da Guerra do Kosovo sob o comando da OTAN, com base em Aviano, Itália. Auxiliado pelos F-16 da USAF, os EF-18 lançaram bombas guiadas a laser nos depósitos de munições sérvios da Bósnia em Pale, em 25 e 26 de maio de 1994.

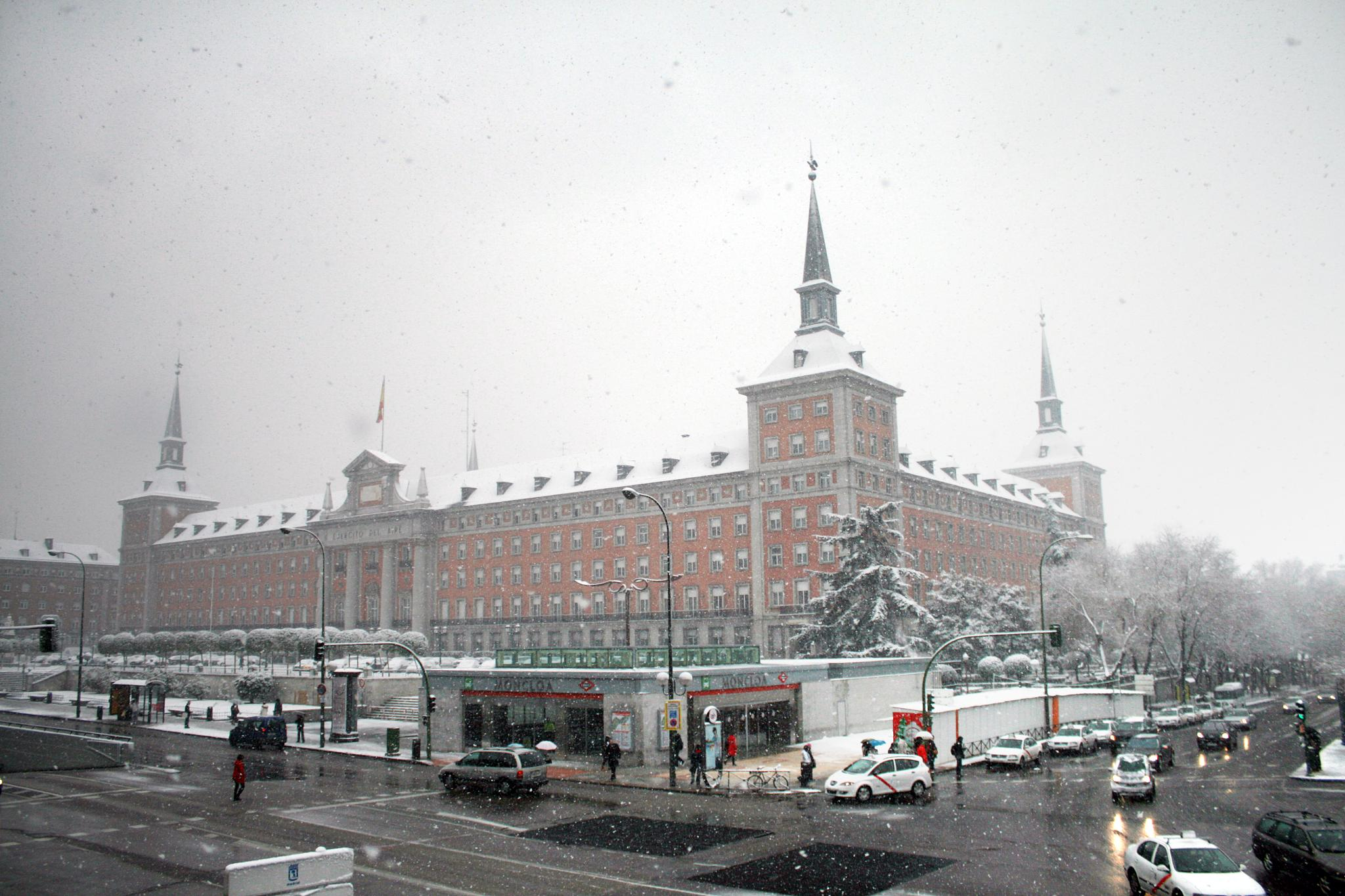
Sede da Força Aérea espanhola (Madrid).

Em 2016, a Espanha colocou aos seus serviços 12 aviões do modelo Eurofighter, de uma leva de 73 aeronaves encomendadas à Airbus Defence and Space, os quais foram construído em Getafe, distante 14 Km de Madrid, o restantes dos modelos tem data esperada de entrega em 2019.

O governo espanhol anunciou em junho de 2022 que a Força Aérea Espanhola seria renomeada como Força Aérea e Espacial Espanhola.